# Schäferkarren

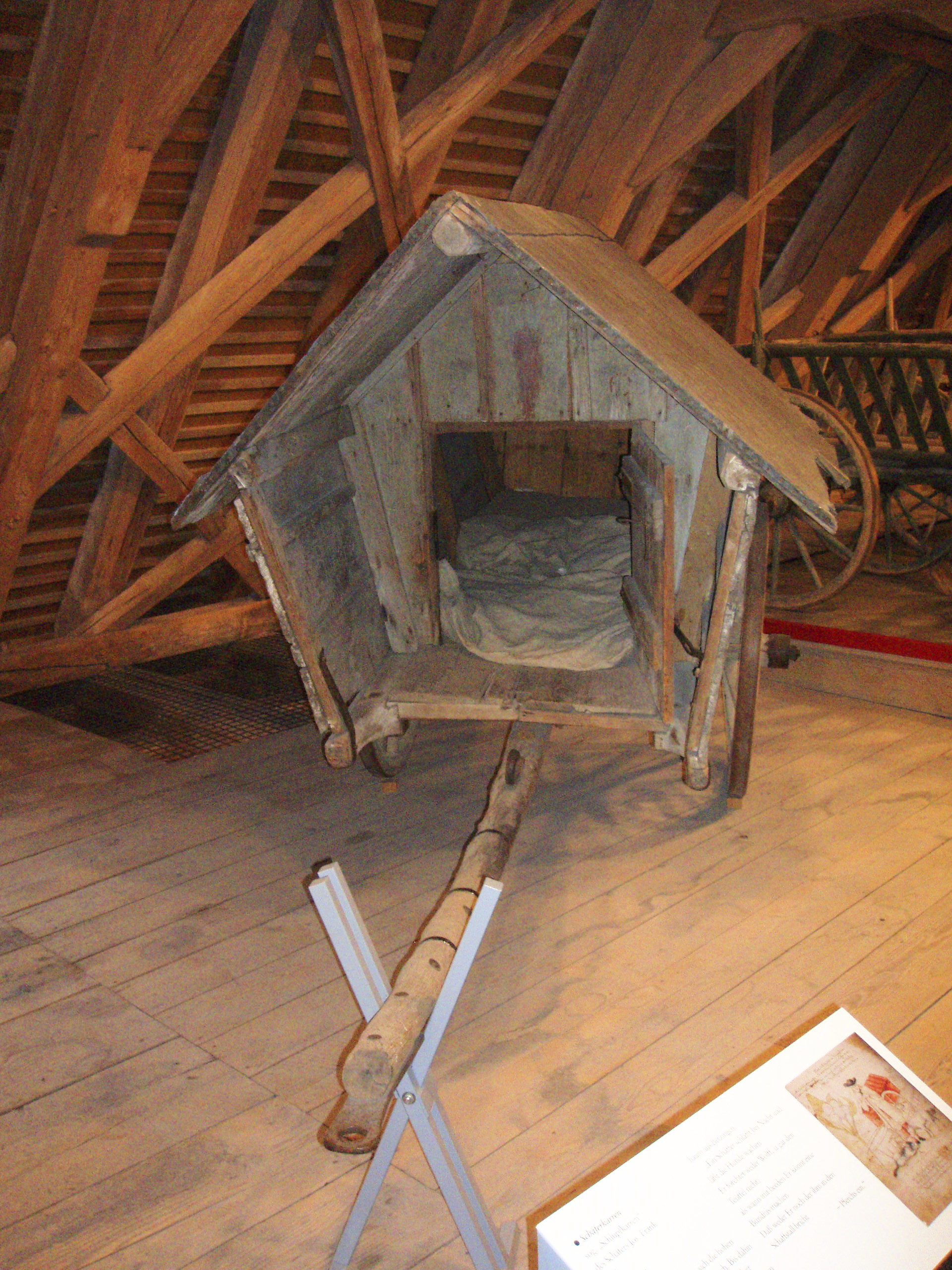
Schlupfkarren von 1860

Der Schäferkarren ist der Wohn- und Schlafplatz eines Wanderschäfers. Die häufigste Form ist ein zweirädriger (Holzspeichenräder), rundherum geschlossener Karren, der meist von einem Esel oder einem Ochsen gezogen wurde. Selten von einem Pferd, da Pferde für Schäfer im Unterhalt zu teuer waren.

## Geschichte
Der Schäferkarren dürfte zu den ältesten Fahrzeugen der Menschheit gehören und bereits bei halbnomadischen, neolithischen Steppenbewohnern zum Einsatz gekommen sein. Siehe Verkehrsgeschichte in der Vor- und Frühgeschichte.
Die Schäferkarren (Schlupfkarren) des 17. Jahrhunderts waren so niedrig, dass sie nur auf Knien begangen werden konnten. Sie dienten ausschließlich zur Nachtruhe des Schäfers neben seiner Schafherde auf dem freien Feld. Ende des 19. Jahrhunderts wurden Schäferkarren gebaut, in denen man stehen konnte. Sie enthielten in der Regel eine Liegestatt, eine kleine Tischplatte und eine Bank und wurden vom Schäfer als Wetterschutz, Pferchbüro, Schlaf- und Vorratsdepot (Nahrung für Mensch und Hund) genutzt. 

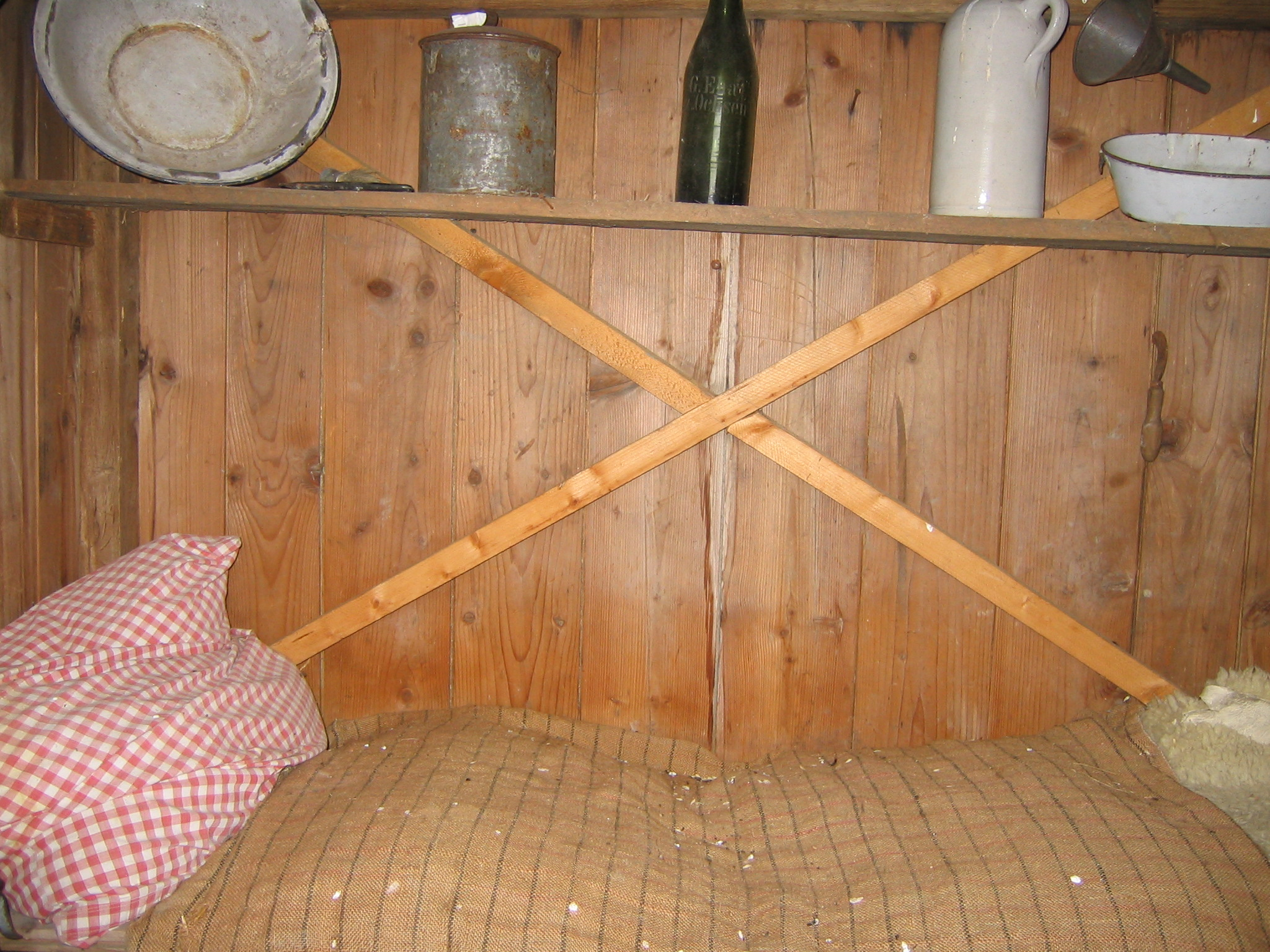
Innenansicht eines Schäferkarrens
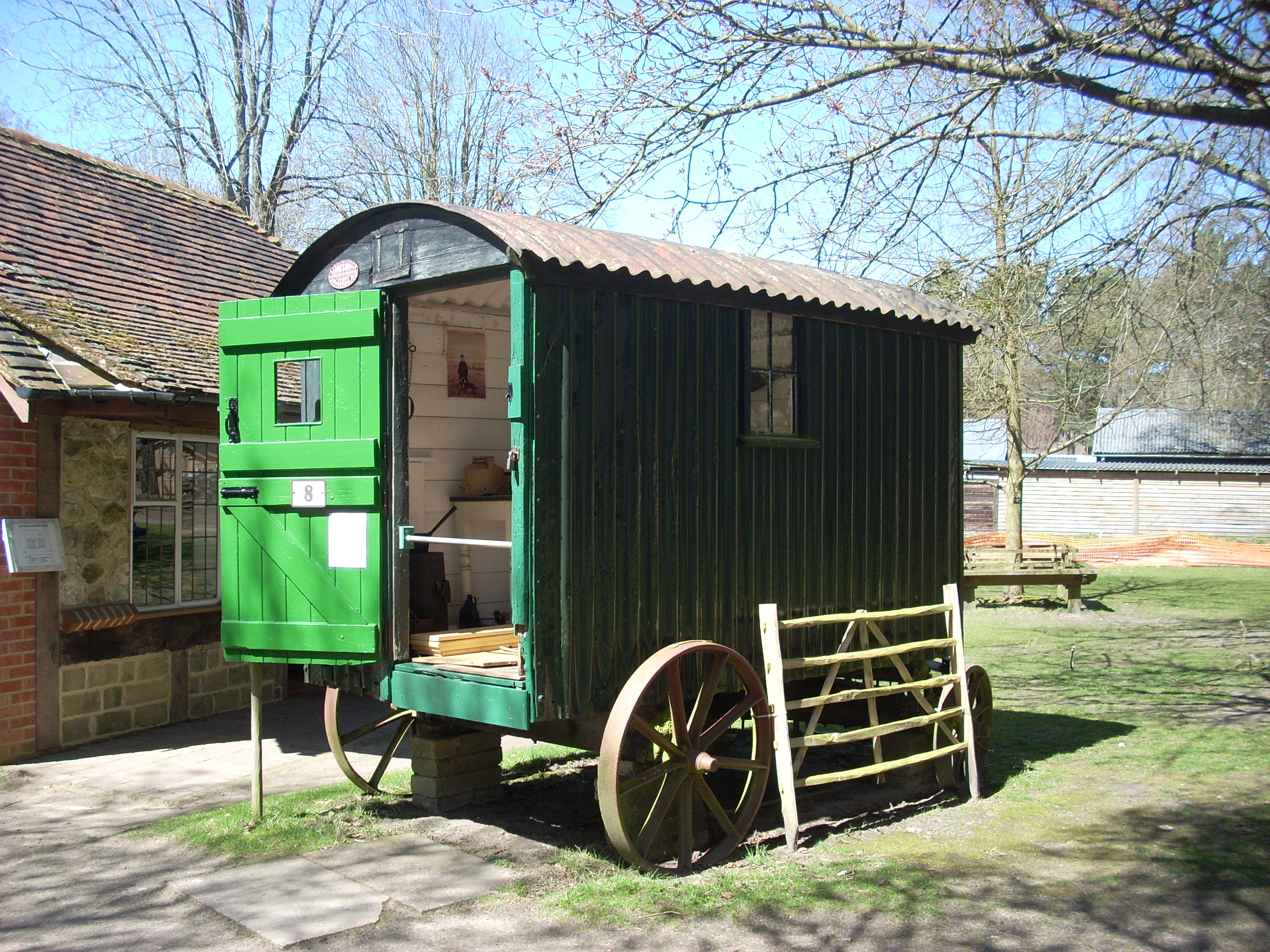
Vierrädriger Schäferkarren (Surrey, UK)
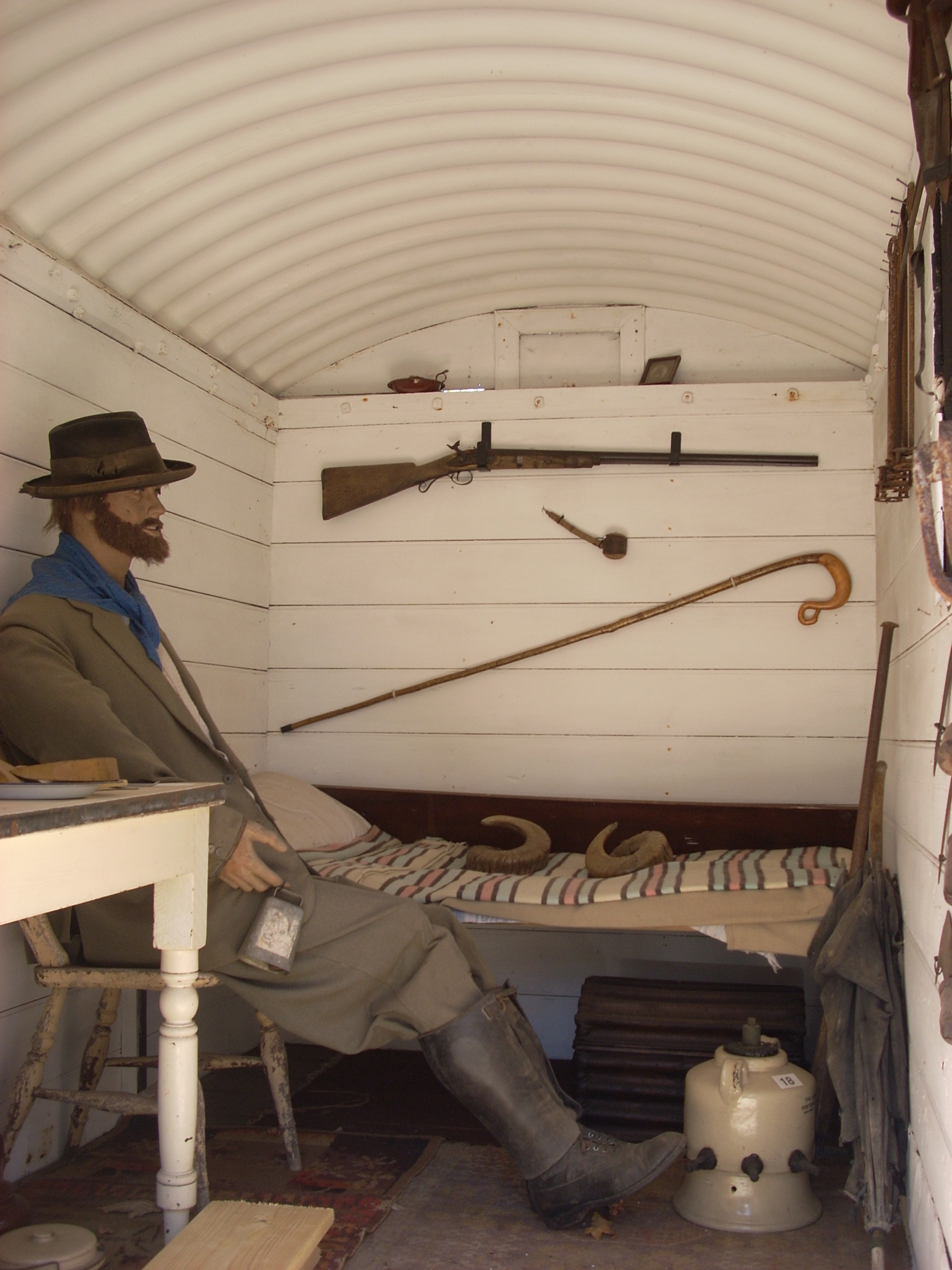
Innenansicht eines Schäferkarrens (Surrey, UK)

Heute trifft man einen Schäferkarren in der Regel nur noch im Museum an, da die holzgebauten Gefährte nicht mehr im Gebrauch sind. In Süddeutschland lebt seit 1974 der Einsiedler und Künstler Hans Anthon Wagner noch in einem 1864 gebauten Schäferkarren, den er selbst originalgetreu renoviert hat.
Aus den Schäferwagen sind später die Wagen der Fahrenden entstanden, welche als Schaustellerwagen und Zirkuswagen in die heutige Zeit überdauert haben.